# Кенгуру

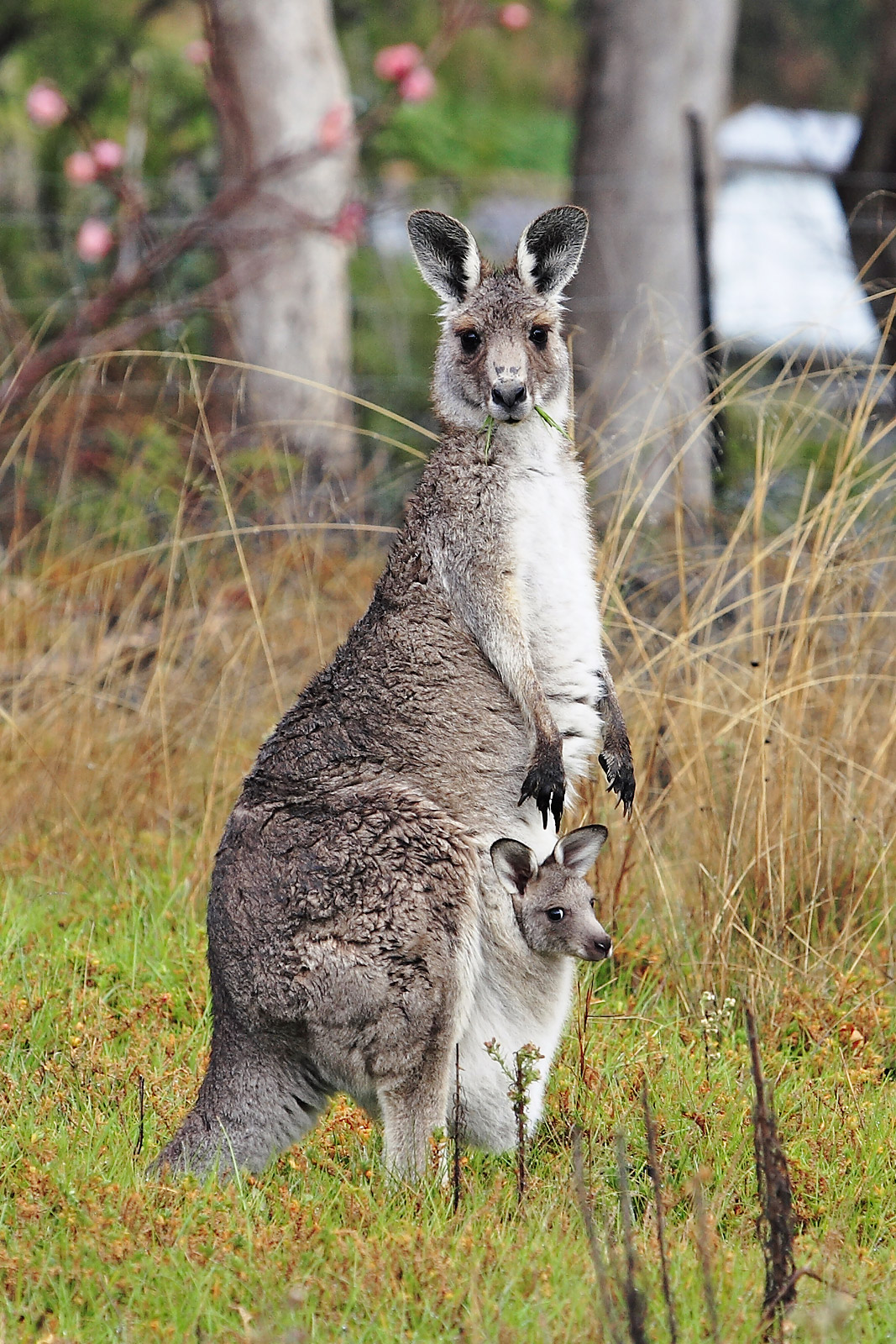
Кенгуру (Macropus s. str.)

Кенгуру́, торбу́н — зоонім, назва великорозмірних сумчастих тварин з роду Macropus.

## Обсяг термінакенгуру

### Історія терміна
Назва вперше була зафіксована 4 серпня 1770 року лейтенантом (згодом капітаном) Джеймсом Куком на березі річки Індевор (нині — в межах міста Куктаун), коли корабель Індевор був пришвартований тут для семитижневого ремонту, спричиненого проходженням Великого бар'єрного рифу.

#### Етимологія
Слово кенгуру походить від «ґенґуру». Саме так зветься кенгуру гігантський (Macropus giganteus) однією з мов австралійських аборигенів. 
Етимологія наукової назви роду Macropus: грец. μάκρος — «великий, довгий», грец. πους — «стопа», вказуючи на довгі стопи задніх ніг.

#### Застосування в інших мовах
Австралійці використовують термін «кенгуру» для кількох найбільших видів роду Macropus — Macropus rufus (кенгуру рудий), Macropus antilopinus, Macropus giganteus (кенгуру гігантський), Macropus fuliginosus та інколи для "волару" (підрід Osphranter роду Macropus), а більшість інших кенгуру (тобто представників підроду Notamacropus) називають "wallaby". 
В англомовній літературі термін "кенгуру" використовують для опису кількох найбільших видів роду Macropus, подібно до австралійських аборигенів) — рудого (Macropus rufus), сірого (Macropus giganteus) та західного (Macropus fuliginosus) кенгуру.

#### В українськомовній літературі
В українськомовній літературі термін кенгуру пов'язують передусім з родом Macropus (в повному його обсязі). Нерідко, особливо в науково-популярній літературі, термін «кенгуру» застосовують у широкому значенні (подібно до «дельфіни», «лисиці» та ін.), поширюючи його на всіх сумчастих з родини Macropodidae, зокрема й Wallabia, Dendrolagus, Petrogale та ін.
У зоологічному словнику О. Маркевича й К. Татарка (1983) зафіксовано повну відповідність назв «Macropus» = «кенгуру» (с. 183, с. 396). Вузьке розуміння роду Macropus і застосування терміна «кенгуру» тільки для Macropus sensu stricto пов'язано з тим, що частину видів, які зараз відносять до роду Macropus, раніше включали до складу роду Валабі (Wallabia). Ця частина видів тепер (з 1985 року) входить до Macropus sensu lato як його окремий підрід Notamacropus (Dawson & Flannery, 1985) з видами:
- Macropus irma, Macropus parma, Macropus dorsalis, Macropus agilis, Macropus rufogriseus, Macropus eugenii, Macropus parryi, †Macropus greyii.

- див. також: Синоніми у зоологічній систематиці в українській мові

## Лінгвістичний міф
Існує поширений міф про те, що назва кенгуру мовою ґууґу-Їмідір означає фразу «Я вас не розумію». Згідно з легендою, лейтенант Кук і натураліст сер Джозеф Бенкс досліджували ці території й побачили тварин. У місцевих жителів вони запитали їх назву, на що їм відповіли «кенгуру», що означало «Я вас не розумію». Саме це слово Кук використав для позначення цих тварин. Цей міф 1970-х спростував лінгвіст Джон Б. Гевіленд, який досліджував мову народу ґууґу-Їмідір. На противагу поширеній версії, цей дослідник з'ясував, що кенгуру, а точніше ґенґуру — є позначенням одного з видів кенгуру цією мовою (а зовсім не відповідь «не розумію»).

## Кенгуру як символ
Кенгуру — національний символ Австралії: він є емблемою, яка використовується на гербі Австралії, емблемах національних компаній. Тварина є важливим елементом австралійської культури.
- див. також: тварини-символи

### Цікаві факти
При бігу на довгі дистанції кенгуру в світі тварин не має конкурентів. Навіть при швидкості 65 км/год, що для кенгуру не рідкість, задишки у них не виникає. Секрет криється в незвичайних властивостях ахіллового сухожилля, що з'єднує п'ятку з гомілкою. Під час швидкого бігу сухожилля діє, як пружина, і велика частина енергії, необхідної для стрибка, економиться. Тому, при бігу дихання у кенгуру майже не частішає, а у більшості інших тварин, що одержують енергію завдяки звичайним процесам обміну речовин, виникає кисневе голодування і частішає дихання[джерело?].